# Gunnar Johnsson (konstnär)
Stig Gunnar Johnsson, senare Skånby, född 22 november 1922 i Åhus, död 6 september 2002 i Tyresö, var en svensk målare och tecknare.
Han var son till expeditionsföreståndaren Svenning Albert Johnsson och Karolina Mårtensson samt från 1952 gift med Sara Svensson (1929–1993). Johnsson studerade vid Konsthögskolan i Stockholm 1950–1952 och under studieresor till Nederländerna, Frankrike och Danmark. Han debuterade i en utställning med teckningar och målningar i Kristianstad 1952 och medverkade därefter i samlingsutställningar med Kristianstads konstförening, Skånes konstförening och med Samarbetsnämnden för konstföreningarna i Stockholm. Hans konst består av figurer, landskap och gatumotiv från Visby i teckning, olja eller tempera. Som illustratör illustrerade han Hjalmar Ahlbergs Berömda diktare och utförde illustrationer till dagspressen. Johnsson är representerad vid Nationalmuseum  och Gustav VI Adolfs samling. Makarna Skånby är begravda på Bollmora kyrkogård.